# Calatola sanquininensis
Calatola sanquininensis är en tvåhjärtbladig växtart som beskrevs av José Cuatrecasas. Calatola sanquininensis ingår i släktet Calatola och familjen Icacinaceae. Inga underarter finns listade i Catalogue of Life.